# 임희영
임희영은 대한민국의 첼리스트이자 교수이다. 
2016년 여성 동양인 최초로 네덜란드 로테르담 필하모닉 오케스트라 첼로 수석에 임명됐다. 
미국 유력 일간지 워싱턴 포스트로부터 “뛰어난 음악성과 유려한 테크닉을 지닌 주목해야 할 아티스 트”, 영국 BBC 뮤직매거진은 “진정으로 드문 아름다운 음색과 세련된 표현력”이라고 호평받은 첼리스 트 임희영은 문화예술 발전에 기여한 공로를 인정받아 2018년 대한민국 정부로부터 문화체육관광부 장관 표창을 수상하며 한국의 젊은 음악가로서 입지를 굳히고 있다.
그녀는 워싱턴 DC의 케네디센터, 뉴욕의 카네기홀, 영국 맨체스터 브릿지워터홀, 암스테르담 콘서트헤 바우, 베를린 필하모니 챔버홀 등 세계의 유명 공연장에서 연주하였으며 부다페스트 방송 교향악단, 바르 샤바 필하모닉, 휴스턴 심포니, 독일 베를린 챔버 오케스트라, 자그레브 솔로이스츠, 베이징 심포니, 스페 인 콘체르토 말라가 오케스트라등 해외 유수 오케스트라와 협연하며 국제적인 인지도를 쌓아가고 있다.
일찍이 1998년 한국예술종합학교 예비학교에 입학하며 금호영재,영아티스트, 라이징스타 시리즈 출신으로 제 47회 이화경향 콩쿠르, 스트라드, 국민일보등 다양한 국내 콩쿠르에 입상하였고 예원을 빛낸 상을 수상하였다. 예원학교 졸업 후, 한국예술종합학교에 예술영재로 만15세에 입학하여 학사 졸업 후 미국 뉴잉글랜드 음악원에서 석사학위를 받고 유럽으로 건너가 프랑스 파리국립고등음악원에서 만장일치로 수석 입학, 만장일치로 수석 졸업, 독일 바이마르 국립 음대 최고연주자과정을 졸업하였다. 2008년 소란틴 국제콩쿠르 1위, 미국 시카고 바넷 첼로콩쿠르 1위와 바흐 특별상을 비롯 이태리 IBLA 그랑프리와 프로코피예프 특별상, 이마 호그 국제 콩쿠르 2위, 2009년 미국에서 오래된 역사를 가진 콩쿠르인 워싱턴 국제 콩쿠르 1위, 2010년 독일 칼 플레쉬 아카데미에서 라이온즈와 브람스 특별상, 프랑스 포럼 노르망디에서 실내악 그랑프리, 프랑수 Cziffra재단 콩쿠르 1위, 핀란드 파울로 국제 콩쿠르 세미파이널리스트, 독일 엠마뉴엘 포이어만 국제 콩쿠르 세미파이널리스트, 헝가리 파블로 카잘스 국제 콩쿠르 디플로마, 2011년 폴란드 루토슬라브스키 국제 첼로 콩쿠르에서 3위로 입상하는 등 다수의 콩쿠르에서 입상하며 마에스트로 야닉 네제 세갱이 음악감독으로 재직 당시 4년 동안 공석이었던 로테르담 필하모닉 첼로 수석으로 임명되어 활동하다 후학양성을 위해 중국의 최고 명문 음악원으로 꼽히는 베이징 중앙 음악원의 첼로 교수로 부임하였다. 열정적인 교육자로서 그녀의 지상레슨 시리즈 첫번째로  ‘라흐마니노프의 첼로 소나타 분석 및 에디션’이 한국의 e뮤직비즈에서 출판되었고 2020년 하반기에는 전공생들을 위한 오케스트라 오디션 책과 랄로 첼로 협주곡이 비출판될 예정으로 교육에 힘쓰며 학생들을 위해 다양한 활동을 하고 있다.
2018년과 2020년 소니클래시컬에서 발매된 두장의 앨범은 영국 가디언, 그라모폰, BBC뮤직매거진 등 해외의 권위있는 언론으로부터 호평을 받았으며 영국BBC Radio 3, Classic fm, 미국 시카고 WFMT, 뉴욕 WKCR, WQXR, 보스턴 WCRB, 로스앤젤레스 KUSC, 캐나다 CKUW등 각국의 주요 라디오에서 소개되었다. 2020년 상반기에 발매된 “러시안 첼로 소나타”는 BBC 뮤직 매거진에서 별5개를 받으 며 주목을 받았고 영국 가디언 신문에서는 그를 ‘라이징 스타’라 칭하며 투명함과 통찰력을 지닌 연주자로, 그라모폰은 런던심포니와 협연한 프랑스 첼로 협주곡 음반을 ‘아름답고 명료하며 빛나는 해석을 가진 연주자’, 그리고 러시안 첼로 소나타 음반에 대해 ‘마음에서 우러나오는 소리 뿐만 아니라 생각하는 연주자’라고 호평하였다. 세번째 음반 “Duo”는 그녀의 스승 필립 뮐러와 녹음한 두대의 첼로로 이루어졌으며 소니클래시컬에서 2021년 2월 발매를 앞두고 있다. 
현대음악에도 깊은 관심을 가지고 있는 그녀는 통영 국제 음악제에서 야콥 얀코프스키의 첼로 소나타, 미국 콜럼비아 음대 초청으로 피터 서서의 첼로 모음곡을 초연, 카롤 베파, 마이클 파인의 작품을 베이징에서 아시아 초연하였으며, 2021년에는 한국 여성 작곡가들의 작품을 초연할 예정이다. 또한 해마다 외국의 주요 페스티벌에 초청되어 연주하는 그녀는 최근 중국 주하이 국제 페스티벌에 초청되어 6개의 바흐의 무반주 첼로 모음곡을 하루에 완주하는 기록을 세우며 의미있는 행보를 이어가고있다.
현재 베이징 중앙 음악원 교수로 재직중이며, 2017년부터 GEWA뮤직에서 아티스트로 선정되어 후원받고 있다. 장애 및 소외계층 아동과 청소년들의 예술활동 지원에 관심이 깊은 그녀는 사단법인 뷰티플 마인드와 함께 이들을 돕기 위한 활동을 하고 있다.
http://www.felsnerartists.com/en/artists%5B깨진+링크(과거+내용+찾기)%5D

## 학력
- 예원학교 졸업
- 한국예술종합학교 영재 입학, 졸업
- 뉴잉글랜드음악원 대학원 석사 학위
- 파리국립고등음악원 대학원 수석 졸업
- 프란츠리스트바이마르국립음악대학 대학원 최고연주자과정 졸업

## 경력
- 2016년 로테르담 필하모닉 오케스트라 첼로 수석
- 2018년 베이징 중앙음악원 교수
- 2018년 소니 클래시컬에서 런던 심포니와 데뷔 음반 “프랑스 첼로 협주곡” 발매
- 2020년 소니에서 두번째 음반 “러시안 첼로 소나타” 발매
- 2020년 6월 지상레슨 시리즈 책 발간 (http://www.emusicbiz.com/shop/item.php?it_id=1598026962)

## 수상
- 2018년 대한민국 정부로부터 문화체육관광부장관 표창 수상
- 2009년 워싱턴 국제 콩쿠르 1위
- 2011년 루토슬라브스키 국제 첼로 콩쿠르 입상

## 학력활동
일찍이 1998년 한국예술종합학교 예비학교에 입학하며 금호영재,영아티스트, 라이징스타 시리즈 출신으로 제 47회 이화경향 콩쿠르, 스트라드, 국민일보등 다양한 국내 콩쿠르에서 입상하며 재능을 인정받으며 예원을 빛낸 상을 수상하였다. 
예원학교 졸업 후, 한국예술종합학교에 예술영재로 만15세에 입학하여 학사를 졸업하였으며 이후 미국 뉴잉글랜드 음악원에서 석사학위를 받고 유럽으로 건너가 프랑스 파리국립고등음악원에서 만장일치로 수석 입학, 만장일치로 수석 졸업, 독일 바이마르 국립음대 최고연주자과정을 졸업하였다. 
2008년 소란틴 국제콩쿠르 현악 부문 1위, 미국 시카고 바넷 첼로콩쿠르 1위와 바흐 특별상을 비롯 이태리 IBLA 그랑프리와 프로코피예프 특별상, 이마 호그 국제 콩쿠르 2위, 2009년미국에서 오래된 역사를 가진 콩쿠르인 워싱턴 국제 콩쿠르 1위, 2010년 독일 칼 플레쉬 아카데미에서 라이온즈와 브람스 특별상, 프랑스 포럼 노르망디에서 실내악 그랑프리, 프랑스 Cziffra재단 콩쿠르 1위, 핀란드 파울로 국제 콩쿠르 세미파이널리스트, 독일 엠마뉴엘 포이어만 국제 콩쿠르 세미파이널리스트, 헝가리 파블로 카잘스 국제 콩쿠르 디플로마, 2011년 폴란드 루토슬라브스키 국제 첼로 콩쿠르에서 3위로 입상하는 등 다수의 콩쿠르에서 뛰어난 성적을 거두며 탄탄한 실력을 갖춘 첼리스트로 발돋움한 그녀는 마에스트로 야닉 네제 세갱이 음악감독으로 재직 당시 4년 동안 공석이었던 네덜란드 로테르담 필하모닉 첼로 수석으로 임명되어 활동하다 후학양성을 위해 중국의 최고 명문 음악원으로 꼽히는 베이징 중앙 음악원의 첼로 교수로 재직중이다.

## 연주활동
국내에서 KBS 오케스트라, 강남 심포니, 경기 필하모닉 오케스트라, 수원시향, 코리안 심포니, 코리안 챔버 오케스트라 등 국내 유명 교향악단과 협연하였고 예술의 전당 교향악 축제, 서울 스프링 실내악 축제, 통영 국제 음악제, 2001년 금호 한. 중 수교 기념 9주년 연주, 아트센터 인천 개관 1주년 연주, 마포아트센터 제 5회 클래식 축제 등 주요 음악행사에 초청받았다.
국제적으로는 미국 휴스턴 심포니, 독일 베를린 체임버 오케스트라, 예나 필하모닉, 뷔템베르그 필하모닉, 바덴바덴 필하모닉, 헝가리 부다페스트 방송교향악단, 폴란드 바르샤바 필하모닉, 폴란드 플록 심포니, 핀란드 쿠오피오 심포니, 스페인 콘체르토 말라가 오케스트라, 카메라타 갈라가, 자그레브 솔로이스츠, 우한 심포니, 베이징 심포니등과 협연하였다.
실내악에 대한 깊은 애정으로 Jean Cras의 실내악 곡을 동료 음악가들과 녹음한 씨디를 출반했다. 또한, 스위스 베르비에, 에딘버러, 루체른 페스티발 등 저명한 페스티벌에서 다양한 경험을 쌓으며 또 다른 가능성을 열어 보이며 연주가로서 스펙트럼을 넓혔다. 현대음악에도 깊은 관심을 가지고 있는 그녀는 통영 국제 음악제에서 야콥 얀코프스키의 첼로 소나타, 미국 콜럼비아 음대 초청으로 피터 서서의 첼로 모음곡을 초연, 카롤 베파, 마이클 파인의 작품을 베이징에서 아시아 초연하였으며, 2020년 1월, 중국 주하이 국제 페스티벌에 초청되어 바흐의 무반주 첼로 모음곡을 하루에 완주하는 등 의미있는 행보를 이어가고있다.

## 여담
- 2018년 대한민국 정부로부터 문화체육관광부장관 표창을 수상하며 한국의 젊은 음악가로서 입지를 굳히고 있다.

- 2018년 11월 9일에 런던 심포니 오케스트라와 녹음한 ‘French Cello Concertos’ 데뷔 앨범이 소니에서 발매되었다. 이 앨범은 그라모폰, BBC뮤직매거진등 해외의 권위있는언론으로부터 호평을 받았으며 영국BBC Radio 3, Classic fm, 미국 시카고 WFMT, 뉴욕 WKCR, WQXR, 보스턴 WCRB, 로스앤젤레스 KUSC, 캐나다 CKUW등 각국의 주요 라디오에서 소개되며 많은 주목을 받았다.
- 2020년 6월 5일에 두번째 정규 앨범 ‘Russian Cello Sonatas’가 소니에서 발매되며 영국의 유력 신문 가디언과 그라모폰에서 호평을 받았으며 BBC 뮤직 매거진에서 별5개를 받는 등 좋은 반응을 얻고 있다.
- 클래식 잡지 음악저널의 2016년 7월호 표지, the Strad 의 2018년 11월호 표지, 2020년 6월호 표지, the Move의 2018년 12월 표지, 객석에서 꼽은 12명의 첼리스트로서 2018년 8월호 표지에 실렸다.
- 2020년 6월 라흐마니노프의 첼로 소나타 분석및 에디션을 한국의 e뮤직비즈 출판사에서 출판하는 등 교육에 힘쓰며 학생들을 위해 다양한 활동을 하고 있다.